# Etanercept
Etanercept (handelsnamn Enbrel) är ett sjukdomsmodifierande antireumatiskt läkemedel som framställs genom DNA-teknik. Läkemedlet är en TNF-receptor, som förekommer i immunförsvaret och binder till sig TNF-α.